# Li Tchie-jing
Li Tchie-jing (čínsky pchin-jinem Lǐ Tiěyìng, znaky zjednodušené 李铁映, tradiční 李鐵映; * září 1936) je bývalý čínský komunistický politik, původně inženýr pracující ve výzkumných ústavech vstoupil do politiky začátkem 80. let. Působil zprvu v provincii Liao-ning, v letech 1985–1998 byl členem vlády jako ministr elektronického průmyslu, předseda Státní komise pro restrukturalizaci ekonomiky, předseda Státní komise pro vzdělávání a státní poradce státní rady. Současně byl členem vedení komunistické strany, jako člen politbyra (1987–2002). V letech 1998–2003 vedl Čínskou akademii společenských věd, na závěr politické kariéry vykonával funkci místopředsedy stálého výboru Všečínského shromáždění lidových zástupců (parlamentu).

## Život
Li Tchie-jing se narodil roku 1936 v okrese Pao-an v provincii Šen-si, jeho otcem byl přední komunistický politik Li Wej-chan, jeho matka Ťin Wej-jing byla původně manželkou Teng Siao-pchinga, od kterého začátkem 30. let odešla k Li Wej-chanovi. V letech 1950–1955 Li Tchie-jing studoval na střední škole č. 2 při Pekingské normální univerzitě a na Pekingské škole pro výuku ruského jazyka (nyní Pekingská univerzita zahraničních studií) a v dubnu 1955 vstoupil do Komunistické strany Číny. V letech 1955–1961 studoval fyziku na Matematicko-fyzikální fakultě Univerzity Karlovy v Praze.
Po absolvování univerzity v Praze a návratu do Číny roku 1961 pracoval jako starší inženýr a zástupce vedoucího oddělení Výzkumného ústavu č. 13 ministerstva národní obrany. V letech 1964–1965 studoval japonštinu na Šanghajském institutu cizích jazyků, poté byl postupně zástupcem vedoucího oddělení, hlavním inženýrem, zástupcem ředitele ve Výzkumném ústavu čtvrtého ministerstva strojírenství a dalších výzkumných ústavech. V letech 1978–1981 se také angažoval v místní správě a občanské společnosti jako místopředseda Komise pro vědu a techniku města Šen-jang a Asociace pro vědu a techniku provincie Liao-ning. Roku 1981 přešel z výzkumného ústavu do stranického aparátu, na místo tajemníka šenjangského městského výboru KS Číny, od roku 1983 tajemníka liaoningského provinčního výboru KS Číny. Na XII. sjezdu KS Číny v září 1982 byl zvolen kandidátem ústředního výboru.
Roku 1985 byl přeložen do Pekingu, když byl jmenován ministrem elektronického průmyslu (červen 1985 – duben 1988). Při reorganizaci stranického vedení v září 1985 a odchodu řady starých veteránů komunistického hnutí byl převeden z kandidátů mezi členy ústředního výboru (do kterého byl znovuzvolen na následujících sjezdech roku 1987, 1992 a 1997, do 2002). Ve vládě poté zaujímal funkce předsedy Státní komise pro restrukturalizaci ekonomiky (duben 1987 – duben 1988 a březen 1993 – duben 1998), státního poradce státní rady (duben 1988 – březen 1998) a předsedy Státní komise pro vzdělávání (duben 1988 – březen 1993). Roku 1989 podporoval ostrý postup proti demonstrantům v Pekingu. Roku 1993 poslanci Všečínského shromáždění lidových zástupců, postupně získávající na sebedůvěře, hlasovali v relativně velkém počtu (třetina hlasujících) proti jeho znovuzvolení do státní rady. Navzdory tomu získal ve státní radě významnější pozici (předsednictví komise pro restrukturalizaci ekonomiky namísto komise pro vzdělávání).
Současně s vládními úřady byl na XIII. sjezdu KS Číny v říjnu/listopadu 1987 zvolen členem politbyra (znovuzvolen 1992 a 1997). Po zasedání ústředního výboru v říjnu 1996 údajně obdržel právo účastnit se jednání stálého výboru politbyra (s Li Lan-čchingem a Wej Ťien-singem). Při zřízení ústřední komise pro řízení výstavby duchovní civilizace ústředním výborem KS Číny v dubnu 1997 byl zvolen jejím jediným místopředsedou (do listopadu 2002). Komise je nejvyšším orgánem pro koordinaci stranické politiky v oblasti ideologie a kultury.
Roku 1998 odešel z vlády; přešel na místo prezidenta Čínské akademie společenských věd (1998–2003). Na XVI. sjezdu KS Číny v listopadu 2002 již nebyl zvolen do ústředního výboru. Následující jaro se na závěr politické kariéry stal druhým místopředsedou stálého výboru Všečínského shromáždění lidových zástupců (parlamentu), místopředsedou byl jedno volební období, v letech 2003–2008.